# Miniopterus zapfei
Miniopterus zapfei és una espècie extinta de ratpenat del gènere Miniopterus que visqué durant el Miocè mitjà en allò que avui en dia és França. Fou descrit el 2002 i només se n'han trobat fòssils al jaciment de La Grive M, on també s'han descobert restes de M. fossilis, una altra espècie extinta de Miniopterus més petita i comuna. M. zapfei és conegut a partir de cinc maxil·lars inferiors i una quarta premolar superior (P4) aïllada. La quarta premolar inferior és més esvelta que en M. fossilis, mentre que el cíngol que envolta la P4 està menys desenvolupat que en les espècies actuals de Miniopterus. La primera molar inferior fa 1,57-1,60 mm de llargada.

## Taxonomia
Miniopterus zapfei fou descrit per Pierre Mein i Léonard Ginsburg en un article publicat el 2002 sobre l'antiguitat i la fauna dels jaciments de La Grive-Saint-Alban, al sud-est de França. Segons Mein i Ginsburg, era la segona espècie fòssil de Miniopterus a ser descrita, després de M. fossilis (Eslovàquia), sense fer cap menció de M. approximatus (Pliocè de Polònia) i M. tao (Plistocè de la Xina). El 2003 se'n descrigué una altra espècie fòssil, M. rummeli, del Miocè d'Alemanya. El nom específic zapfei fou escollit en honor de Helmuth Zapfe, que descrigué M. fossilis. Miniopterus també inclou una vintena d'espècies vivents de petits ratpenats insectívors que s'estenen pel sud d'Euràsia, Àfrica i Austràlia. El gènere, anteriorment assignat a la família dels vespertiliònids, actualment té una família pròpia (Miniopteridae).

## Descripció
El material conegut (hipodigma) de M. zapfei consisteix en un maxil·lar inferior amb la quarta premolar (p4), la primera molar (m1) i la segona molar (m2); un maxil·lar inferior amb l'm1; un maxil·lar inferior amb l'm1 i l'm2; un maxil·lar inferior amb l'm2 i la tercera molar (m3); un maxil·lar sense dents i una quarta premolar superior (P4) aïllada. En alguns maxil·lars s'han conservat els alvèols de dents que no s'han preservat. La p4 fa 1,03 × 0,88 mm (llargada × amplada); l'm1 fa 1,57-1,60 × 1,01-1,07 mm; l'm2 fa 1,51-1,64 × 0,95-1,05 mm; l'única m3 fa 1,41 mm de llargada; i l'única P4 fa 1,38 × 1,52 mm. En un maxil·lar ben conservat, la distància entre l'alvèol de la primera incisiva fins a l'extrem de l'm3 és de 8,80 mm, mentre que la profunditat del maxil·lar a l'm1 és d'1,50 mm. La identificació de M. zapfei com a Miniopterus es basa en la presència de tres premolars inferiors (denominades p2, p3 i p4 perquè la primera premolar original ha desaparegut), una p3 amb doble arrel i les molars nictalodontes, amb el posterolòfid (una cresta situada a la part posterior de la molar) darrere de l'entocònid. M. zapfei és un 30% més gros que M. fossilis i té una p4 més esvelta. En comparació amb les espècies actuals de Miniopterus, el cíngol que envolta la P4 està menys desenvolupat i el parastil és més petit.

## Distribució i ecologia
Tan sols s'han trobat restes de M. zapfei al jaciment de La Grive M, situat al municipi de Saint-Alban-de-Roche (departament de la Isèra, al sud-est de França). La Grive M és un dels diversos jaciments de rebliment de fissura d'aquesta zona, que es coneixen amb el nom col·lectiu de «La Grive-Saint-Alban» i on s'ha trobat una rica fauna fòssil. La Grive M és la localitat de referència de la zona MN 7/8, que té una antiguitat d'entre 11 i 13 milions d'anys. La Grive M és un dels jaciments més antics de La Grive. Mein i Ginsburg proposaren fer-ne la localitat de referència d'una zona MN 7 a part. M. zapfei és un animal rar a La Grive M. En canvi, M. fossilis és molt més comú en aquest jaciment i també se n'han descobert restes a La Grive L7 i altres localitats europees, que abasten des de la zona MN 6 fins a l'MN 13.